# دیود بهمنی
دیود بهمنی (avalanche diode) در الکترونیک دیودی است که به نحوی طراحی شده که در یک ولتاژ بایاس معکوس شکست بهمنی پیدا کند. اتصال یک دیود بهمنی بنحوی طراحی می‌شود که از تمرکز جریان در نقاط داغ جلوگیری کند تا دیود در شکست‌ها آسیب نبیند. شکست بهمنی به دلیل شتاب یافتن حامل‌های اقلیت به حدی که در شبکه کریستالی، یونش ایجاد کنند و ایجاد حاملان بیشتر که در نتیجه، یونش را بیشتر می‌کند، رخ می‌دهد.

## کاربرد

### ولتاژ مرجع(Voltage reference)
ولتاژ پس از شکست با تغییر جریان، کمی تغییر می‌کند. این باعث می‌شود، دیود بهمنی به عنوان نوعی از ولتاژ مرجع مفید باشد. دیودهای ولتاژ مرجع که ولتاژی در حدود بیش از 6 - 8 ولت دارند، معمولاً دیودهای بهمنی هستند.

### محافظت
یک کاربرد رایج آن محافظتِ مدارهای الکترونیکی در برابر آسیب رسیدن از ولتاژهای زیاد (high voltages) است. دیود بهمنی در جهت معکوس به مدار متصل می‌شود. به عبارت دیگر، کاتد آن مثبت تر از آند باشد (بایاس معکوس). در این نوع پیکربندی، دیود نارسانا (خاموش) است و اثری بر مدار ندارد. اگر ولتاژ بیش از مقدار معینی افزایش یابد، دیود به شکست بهمنی می‌رود و باعث می‌شود ولتاژ مضر به زمین اتصال یابد. در هنگام استفاده از این روش، آنها اغلب به عنوان دیودهای مهارکننده یا سرکوبگر‌های ولتاژ گذرا (transient voltage suppressors) نامیده می‌شوند، زیرا آنها حداکثر ولتاژ را تا حدِ از پیش تعیین شده‌ای ثابت یا "مهار" می‌کنند. دیودهای بهمنی معمولاً برای این نقش با ولتاژ سَدشان VBR و حداکثر مقدار انرژی گذرا که می‌توانند جذب کنند مشخص می‌شوند، تعیین شده با انرژی خودش (در ژول) یا {\displaystyle {\displaystyle i^{2}}rt}. تا زمانی که از گرم شدن بیش از حد دیود جلوگیری شود، شکست بهمنی مُخرب نیست.

مشخصه جریان برحسب ولتاژ دیود بهمنی.